# William Favre

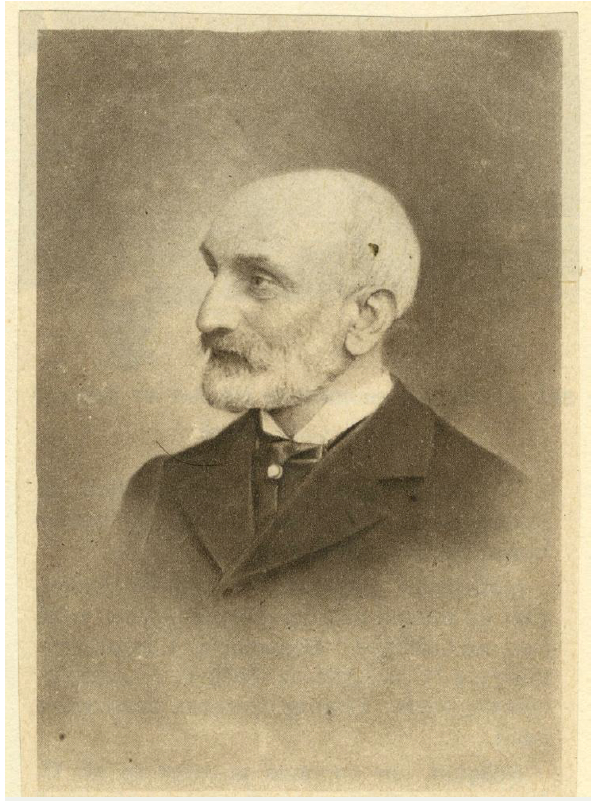
Undatiertes Foto von Favre aus den Sammlungen der Bibliothek von Genf

William Favre (* 5. Oktober 1843 in Eaux-Vives; † 22. Februar 1918 ebenda) war ein Schweizer Politiker, Offizier und Mäzen aus Genf.

## Leben
Guillaume Favre war der Sohn des Grundbesitzers und Schriftstellers Edmond Favre (1812–1880) und der Henriette Marie Favre geb. Sarasin und der Enkel des Privatgelehrten und Mäzens Guillaume Favre (1770–1851). Sein Onkel war der Geologe Alphonse Favre (1814–1890). Er studierte Chemie an der Genfer Akademie und in Berlin und unternahm ausgedehnte Reisen in den Vorderen Orient und auch eine Weltreise.

William Favre war von 1875 bis 1899 Gemeinderat der Gemeinde Eaux-Vives (die 1931 in der Stadt Genf aufging). Wie schon seine Vorfahren liess er den ausgedehnten Park der Familiendomäne La Grange neuen Bedürfnissen anpassen.

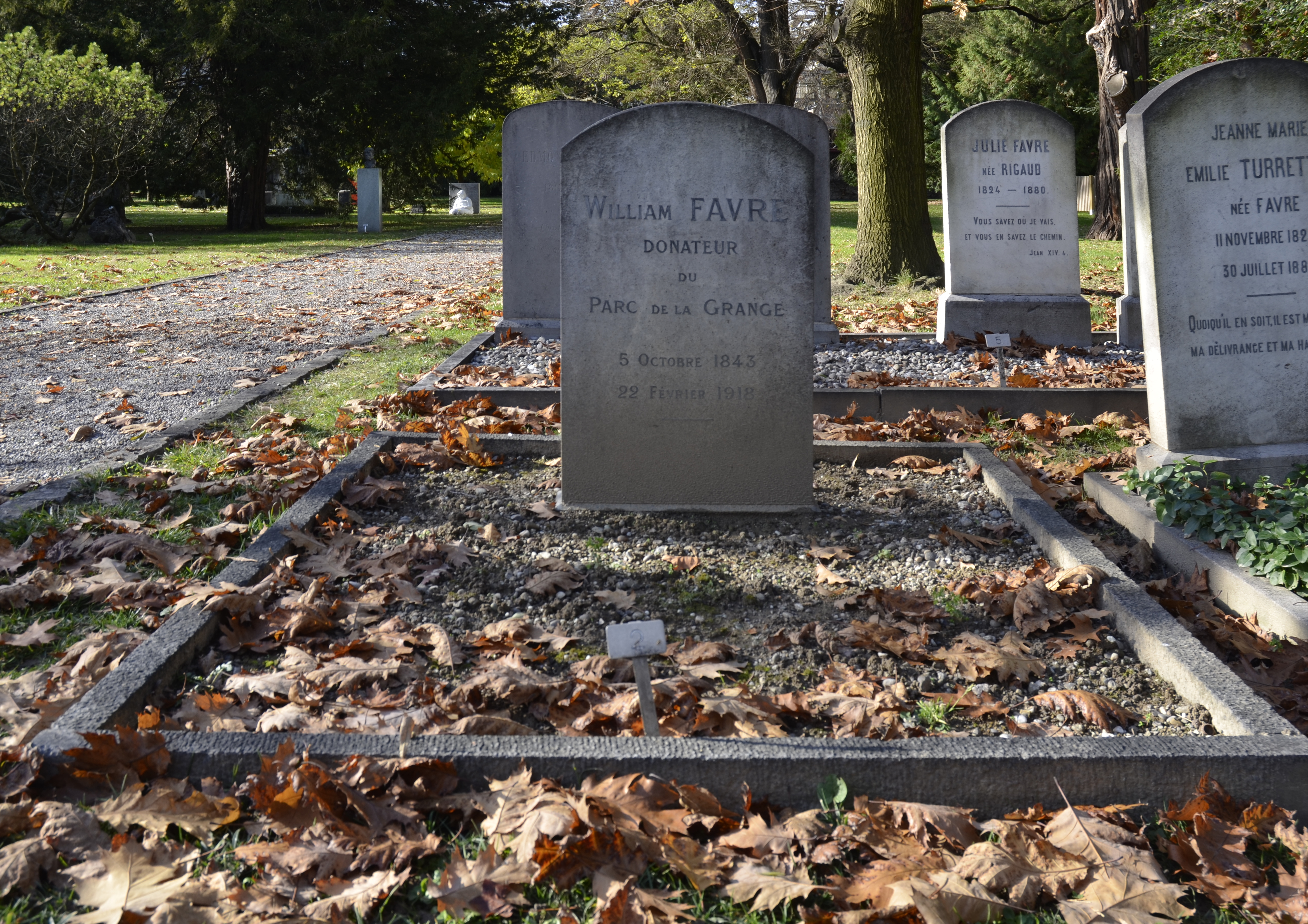
Grab von William Favre im Friedhof Cimetière des Rois in Genf

Er interessierte sich für die Genfer Geschichte und Kultur. Im Jahr 1887 übernahm er das Präsidium einer neu gegründeten Hilfsgesellschaft zur Förderung von Künstlern, der Société de secours entre artistes et amis des Beaux-Arts. Weil er ledig geblieben war, vermachte er im Jahr 1917 die grosse Liegenschaft La Grange, die seit 1800 im Besitz der Familie Favre war, der Stadt Genf, die das Areal am Genfersee in einen öffentlichen Park umwandelte. Verschiedene Gegenstände aus dem Mobiliar der Villa La Grange gelangten als Schenkung an das Musée d’art et d’histoire in Genf. Die grosse Privatbibliothek von Guillaume Favre wurde in die Bestände der Bibliothek von Genf integriert, blieb jedoch weiterhin in den historischen Bibliotheksräumen der Villa La Grange.
Zur Erinnerung an den Mäzen gab die Stadt der Quartierstrasse, die auf der Westseite des Parks La Grange verläuft, den Namen Avenue William-Favre. Im Jahr 2021 benannte die Stadt die Strasse im Rahmen der Initiative «100Elles*» in Avenue Alice et William-Favre um, um damit auch William Favres Schwester Alice (1851–1929), Präsidentin des Genfer Roten Kreuzes, zu ehren.
Eine Porträtfotografie von William Favre aus dem Atelier Boissonnas befindet sich in der Bebliothek von Genf.